# Іслаз (Ілфов)
Іслаз (рум. Islaz) — село у повіті Ілфов в Румунії. Входить до складу комуни Бренешть.
Село розташоване на відстані 23 км на схід від Бухареста, 146 км на південний схід від Брашова.

## Населення
За даними перепису населення 2002 року у селі проживали 1308 осіб. Рідною мовою 1307 осіб (99,9%) назвали румунську.
Національний склад населення села:
| Національність | Кількість осіб | Відсоток |
| -------------- | -------------- | -------- |
| румуни         | 1297           | 99,2%    |
| цигани         | 10             | 0,8%     |